# Massif de la Lauzière
Pour les articles homonymes, voir Lauzière.
Le massif de la Lauzière est un massif des Alpes françaises qui se situe en Savoie entre la rive droite de l'Arc, en Basse-Maurienne, et la rive gauche de l'Isère (vallée de la Tarentaise). Il culmine à 2 829 m au Grand pic de la Lauzière.

## Géographie

### Situation
Le massif est essentiellement situé sur le territoire des communautés de communes Porte de Maurienne (siège à Val-d'Arc) et des vallées d'Aigueblanche (siège à Grand-Aigueblanche).
Géologiquement rattaché à la chaîne de Belledonne de par son orientation nord/sud, il se compose de deux chaînons :
- la chaîne de la Lauzière culminant au Grand pic de la Lauzière à 2 829 m ;
- le Grand Arc culminant à 2 484 m.

Bordé à l'ouest par l'Arc, au nord et à l'est par l'Isère, il est séparé du massif de la Vanoise par le col de la Madeleine (1 993 m). Cependant, géographiquement parlant, il est couramment intégré à ce dernier.

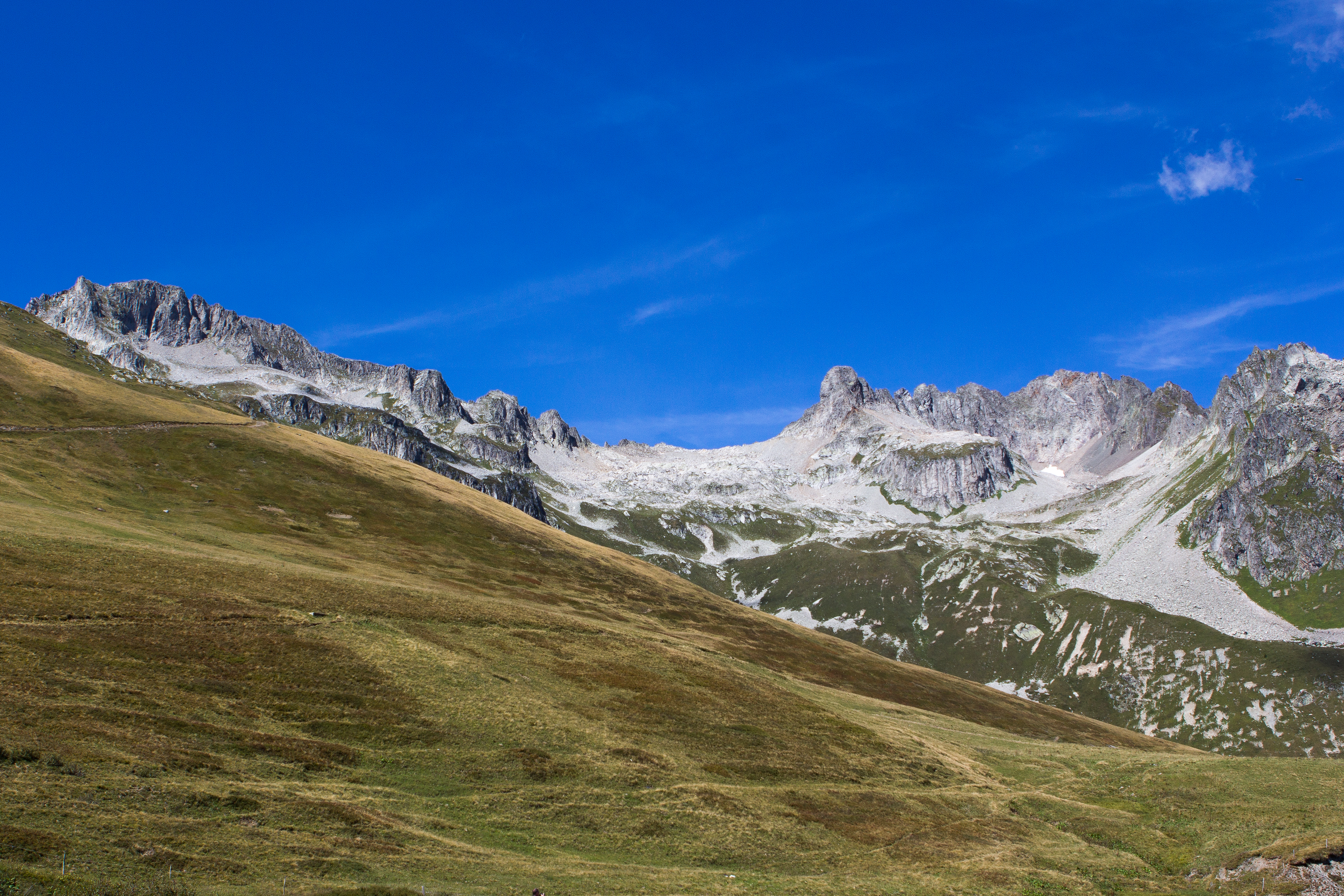
Vue du massif au niveau du col de la Madeleine (vers 2 000 m).
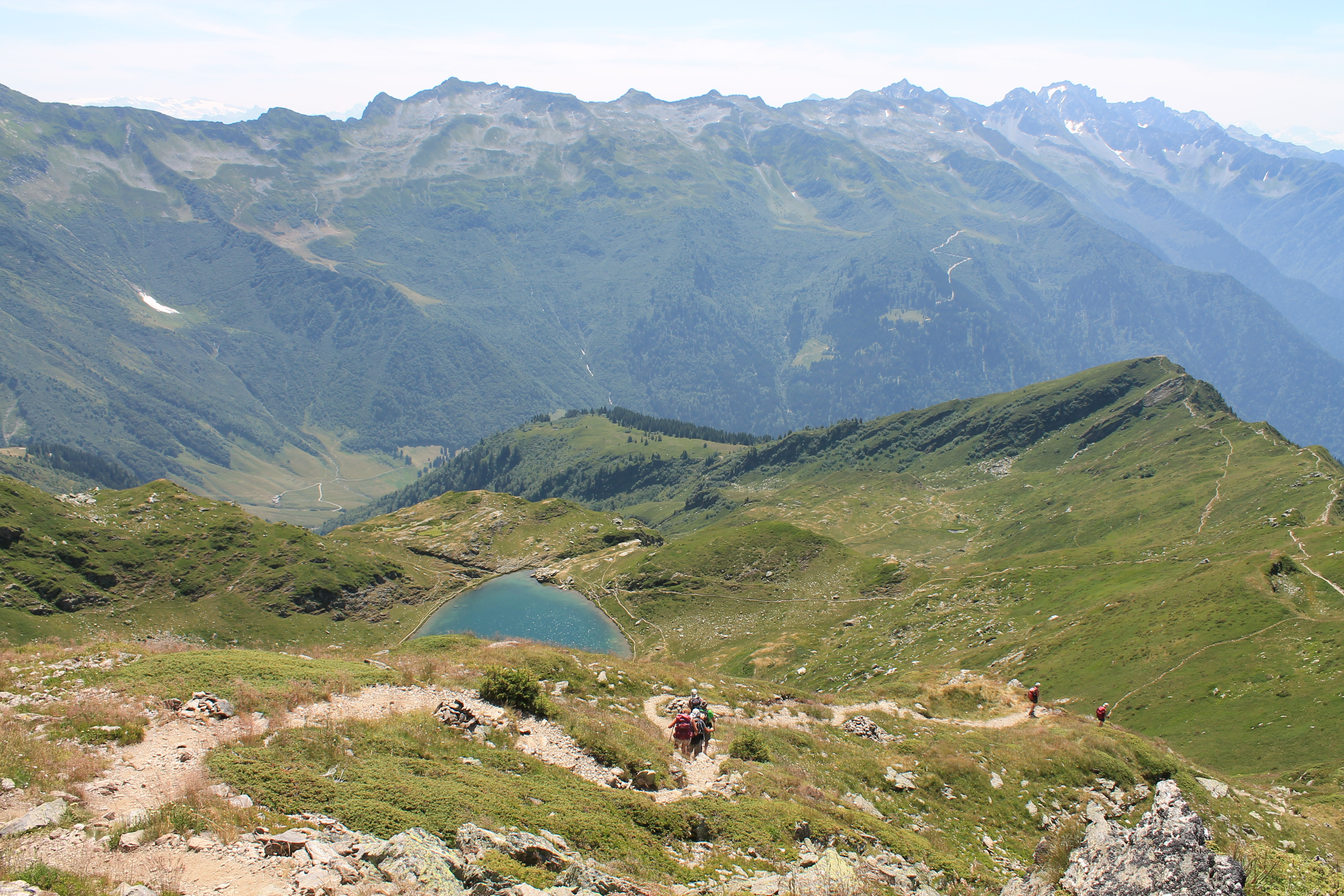
Vue du lac Noir en contrebas du Petit Arc ; au fond, les versants septentrionaux du chaînon de la Lauzière.

### Topographie

#### Principaux sommets

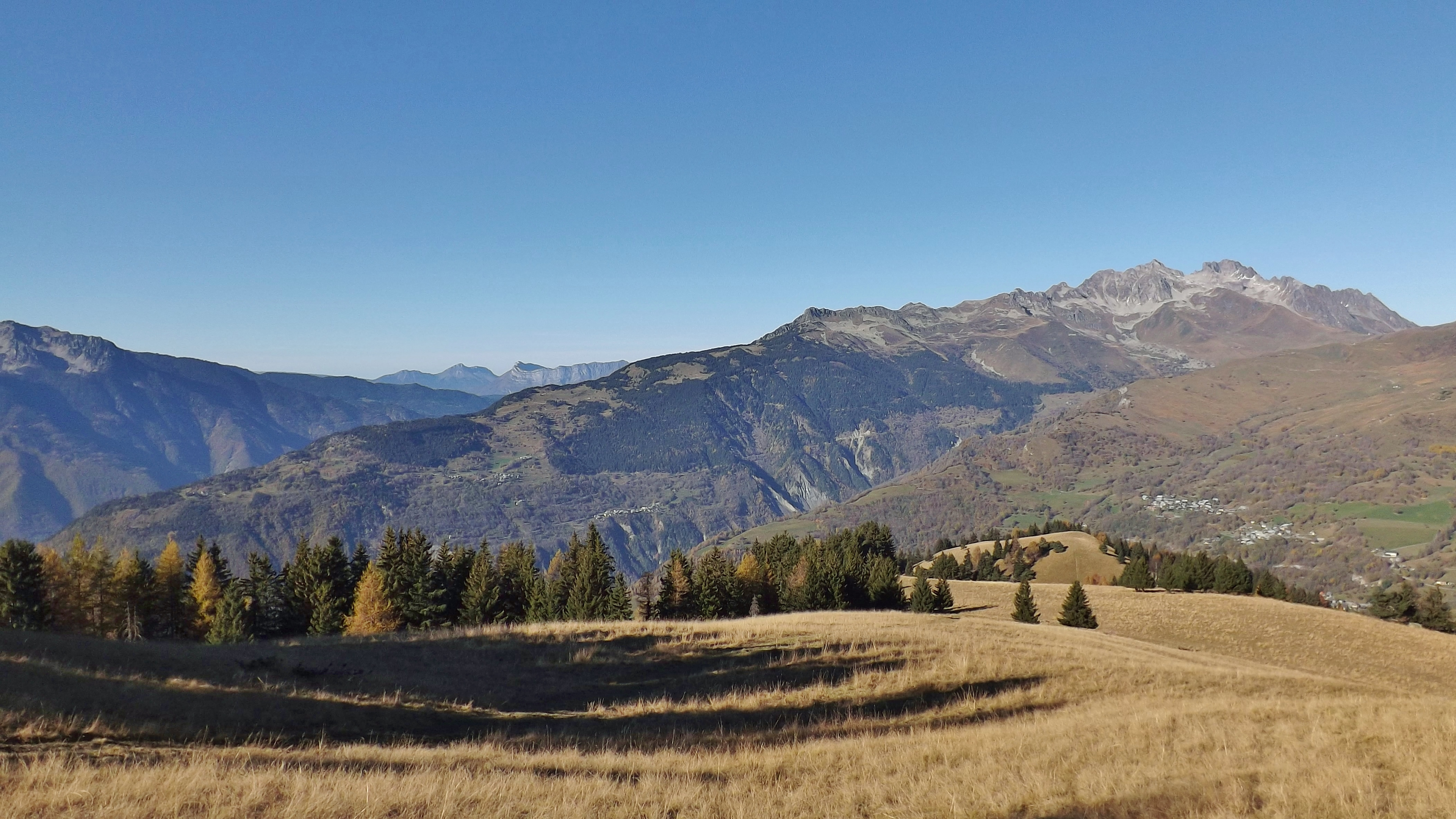
Crête méridionale du massif, du côté de la Maurienne, avec le Grand pic de la Lauzière à droite.

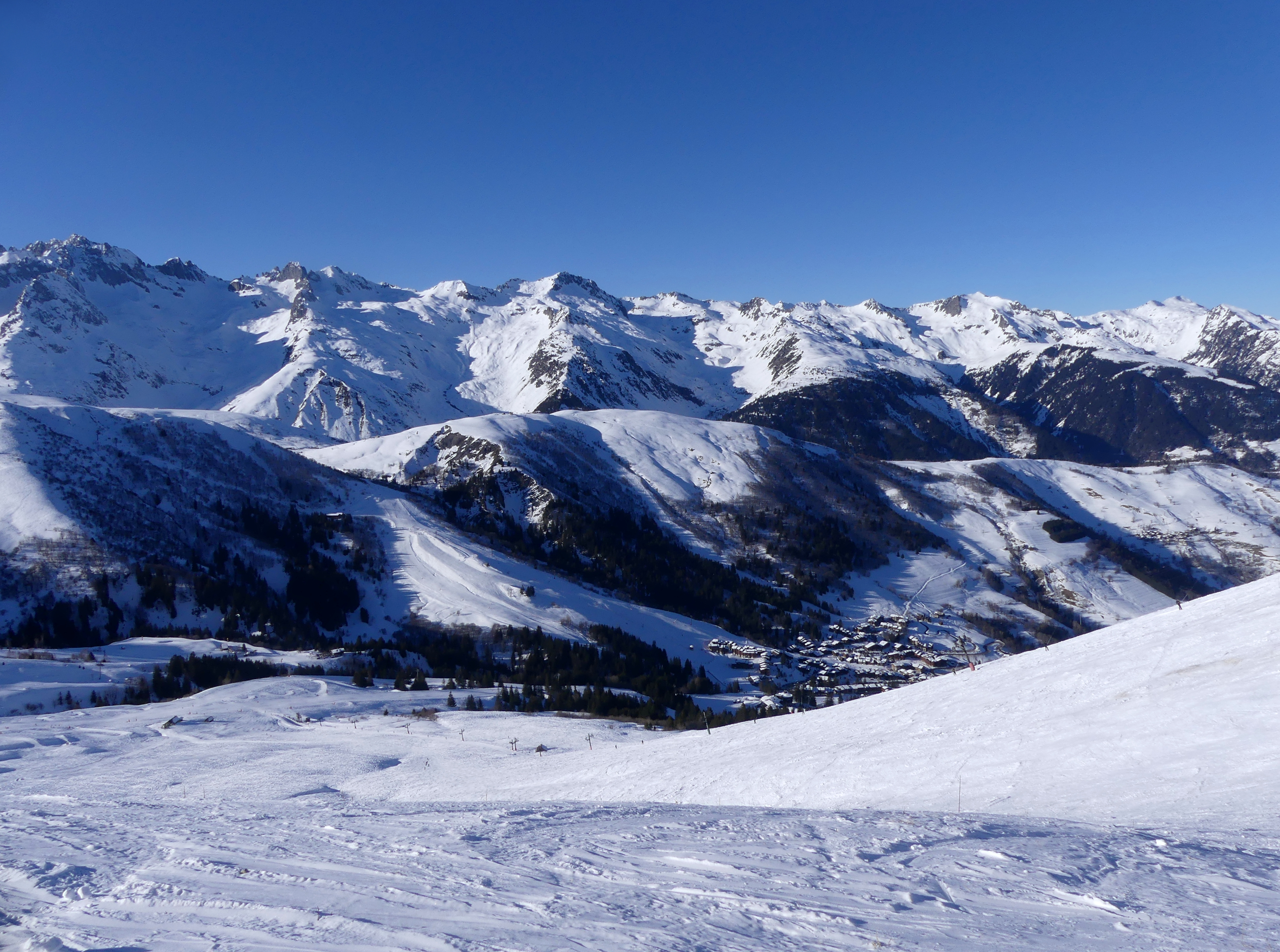
Chaînon septentrional du massif, du côté de la Tarentaise, en hiver.

Du nord au sud (chaînon de la Lauzière uniquement) :
- le mont Bellachat, 2 484 m
- le mont de la Perrière, 2 436 m
- la pointe des Marmottes Noires, 2 339 m
- la pointe de Combe Bronsin, 2 499 m
- la Grande Muraille, 2 462 m
- le pic de Lacha, 2 436 m
- les Frettes, 2 527 m
- la pointe Saint-Jacques, 2 531 m
- le pic du Rognolet, 2 656 m
- la roche Noire, 2 581 m
- l'aiguille de la Balme, 2 696 m
- le Grand pic de la Lauzière, 2 829 m, point culminant du massif

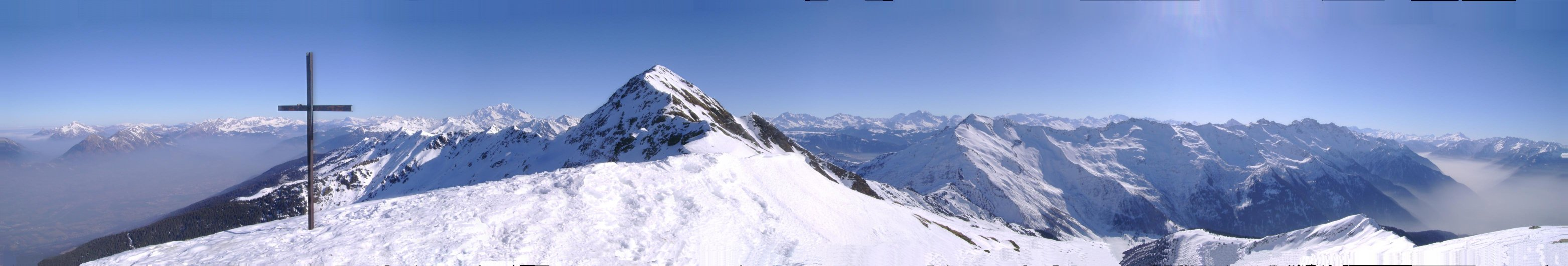
Vue depuis le sommet du Petit Arc : en face, le Grand Arc ; à droite, le reste de la Lauzière.

- le Gros Villan, 2 746 m
- la Grande Cantine, 2 700 m
- le rocher de Sarvatan, 2 510 m
- le roc Rouge, 2 375 m
- la roche Bénite, 2 297 m
- le rocher du Vieux, 2 256 m
- le Grand Mas, 2 235 m

#### Cols
- Col de l'Homme, 2 232 m
- Col de la Madeleine, 1 993 m

### Hydrologie

#### Glacier
- Glacier de Celliers juste au nord du Grand pic de la Lauzière, 2 829 m.

#### Lacs
- Lacs de Roche Noire, 2 427 m
- Lacs de Montartier, 2 136 m
- Le Lay, 2 297 m
- Lac Noir, 2 014 m
- Le Branlay, 2 027 m
- Lac de Clartan, 2 097 m
- Lac des Plants, 1 809 m
- Lacs du Loup, 1 928 m

### Géologie
Prolongeant la chaîne de Belledonne, le massif de la Lauzière est composé de roches cristallines (granites, gneiss), formant l'ensemble des massifs cristallins externes.

### Protection
Par arrêté du 10 novembre 2020 a été créé le site Natura 2000 « Massif de la Lauzière » d'une superficie d'environ 10 000 ha.